# Sisaurano
Sisaurano (Sisauranon) foi uma fortaleza persa localizada alguns quilômetros da cidade-fortaleza de Nísibis, na Mesopotâmia Superior, na província sassânida de Arbaistão.

## História
Em 541, no estágio inicial da Guerra Lázica, o general bizantino Belisário e seus soldados foram capazes de capturar facilmente Sisaurano, que estava despreparada para um cerco. Sua queda provocou pânico entre os soldados do xá Cosroes I (r. 531–579), obrigando-o a deixar uma guarnição em Petra, em Lázica, e partir para seus territórios. Quando os bizantinos entraram na cidade não lesaram os habitantes cristãos e de origem romana, mas levaram os persas e seu comandante Blescames para Constantinopla, bem como arrasaram o circuito de muralhas da fortaleza.
No outono de 589, o mestre dos soldados do Oriente Comencíolo mobilizou suas tropas e conduziu uma invasão na região de Bete-Arábia (Beth-Arabaye), próximo de Nísibis. Os bizantinos sob Comencíolo e Heráclio, o Velho foram confrontados por tropas persas lideradas por Afraates em Sisaurano, onde conseguiram uma vitória decisiva.